# Liúblino
Liúblino (en rus: Люблино) és un poble del krai de Primórie, a l'Extrem Orient de Rússia, que en el cens del 2010 tenia 223 habitants. Es troba al districte rural de Khankaiski.